# Posledice
Následky (v originále Posledice) je filmové drama z roku 2018, které režíroval Darko Štante podle vlastního scénáře. Snímek měl světovou premiéru dne 7. září 2018 na Mezinárodním filmovém festivalu v Torontu.

## Děj
Osmnáctiletý Andrej Podobnik odmítá chodit do školy, nesnaží se najít si práci, často se v noci zdržuje mimo domov, lže, krade a má neustále problémy s policií. Jeho matka už neví, co má dělat. Poté, co údajně znásilnil dívku na večírku, je odsouzen do nápravného zařízení pro mladistvé.
Andrej se rychle zorientuje ve zdejší hierarchii a je přijat do skupiny násilníků kolem vůdce Željka. O víkendech mohou teenageři jezdit domů, ovšem Andrej tráví tento čas večírky, sexem a drogami. Ale Andrej skrývá tajemství. Zpočátku se snaží zakrýt své city a předstírá, že je heterosexuál. Zamiloval se však do Željka.

## Obsazení
| Matej Zemljič     | Andrej Podobnik |
| Timon Šturbej     | Željko          |
| Gašper Markun     | Niko            |
| Lovro Zafred      | Luka            |
| Lea Cok           | Svetlana        |
| Rosana Hribar     | matka Milena    |
| Dejan Spasić      | otec            |
| Blaž Setnikar     | učitel Zoran    |
| Iztok Drabik Jug  | učitel Janez    |
| Matjaž Pikalo     | ředitel         |
| Igor Matijević    | učitel Igor     |
| Urban Kuntarič    | Mitar           |
| Dominik Vodopivec | Miki            |

### Ocenění
- Filmový festival Crossing Europe: ocenění YAAAS!
- Festival slovenskega filma: nejlepší film s cenou diváků (Darko Štante), cena Slovinského svazu filmových kritiků za celovečerní film, nejlepší režie (Darko Štante), nejlepší herec (Matej Zemljičs), nejlepší herec ve vedlejší roli (Timon Šturbej)